# 敦子・ラドクリフ
敦子・ラドクリフ（あつこ・ラドクリフ、Atsuko Radcliff, - ）は、ワイン醸造家・篤農家。2013年、オーストラリア・ニューサウスウェールズ州ハンター地域で日本人女性による初めてのワイナリーを設立した。

## 概要
茨城県下妻市出身。東京農業大学短期大学部醸造科を卒業。1984年、協和発酵（品質管理・分析）。1987年、ココ・ファーム・ワイナリー（栃木県）。1990年、ワインコンサルティング事業（都農ワイン・シャトー酒折・安曇野ワイナリー・奥出雲ワイン）。フランス（ボジョレー、ムルソー、ボルドー）やオーストラリア（ミルデューラ、クナワラ、ヤラヴァレー、西オーストラリア州）でヴィンテージワイン造りも経験。1999年、ローズマウント・エステート社（オーストラリア・アッパーハンターバレー）。2009年、浦霞（宮城県塩竈市）で日本酒造りや海外でのマーケティング担当。2012年、インターナショナル・ワイン・チャレンジのSAKE部門におけるジャッジ兼ワインジャッジに任命される。2013年12月、Small Forest（小林）を設立（アッパー・ハンターバレー）。2017年、インターナショナル・ワイン・チャレンジで銀メダルを受賞。